# 懷特斯博羅 (阿拉巴馬州)
懷特斯博羅（英語：Whitesboro）是一個位於美國阿拉巴馬州埃托瓦縣的非建制地區和人口普查指定地區。根據2010年美國人口普查，該地人口為858人。

## 地理
懷特斯博羅的座標為34°09′48″N 86°04′10″W / 34.16333°N 86.06944°W，而該地最高點為海拔高度324米（即1063英尺）。